# قائمة أوراق لف السجائر
أوراق لف السجائر تتكون من صفائح أو لفافات ورقية صغيرة تُباع ليتم استعمالها في لف السجائر بإحدى الطريقتين: يدويًا أو باستعمال آلة لف ورق السجائر. عند لف السجائر يتم تعبئة اللفافة الورقية بمواد مختلفة مثل: التبغ، القنب، القرنفل، الدَّمْيَانَة الحشيش والعديد من الأعشاب الأخرى. لفافة السجائر التي تحتوي على خليط من التبغ والأعشاب وتختلف مسامية تلك اللفافة لتسمح بدخول الهواء لداخلها لتتم عملية الاحتراق، وتحتوي هذه اللفافة على مواد تنظم عملية احتراقها لتكون على نحو مستقر من إنتاج الرماد. لذلك عندما يتم إعادة تمثيل الحرب الأهلية يتم استعمال أوراق لف السجائر لصنع الخراطيش وما يغلف طلقات المسدسات والبنادق لتكون قابلة للاشتعال.

## أوراق لف السجائر

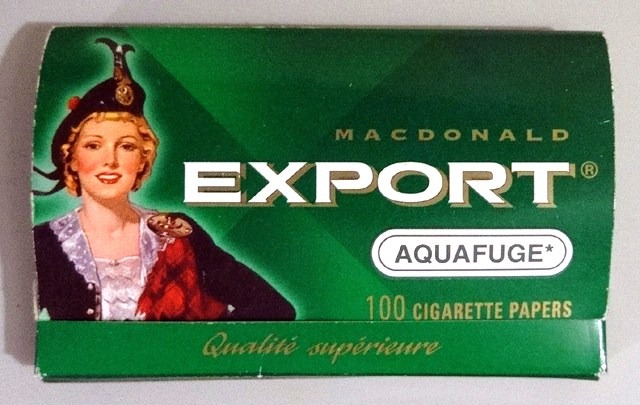
ماكدونالد لتصدير لفافات السجائر المانعة للتسرب

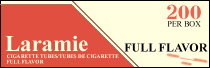
علبة من سجائر لارامي

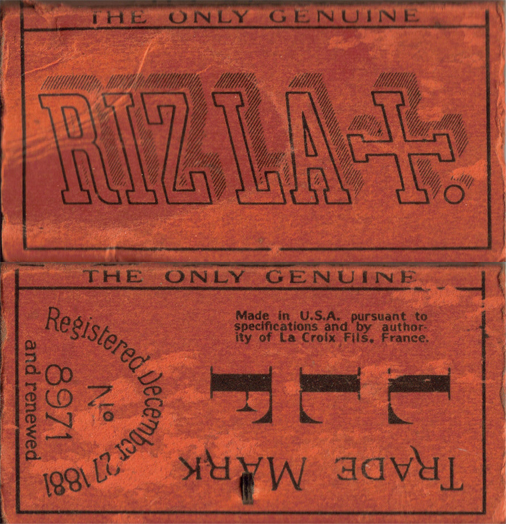
مجموعة من أوراق ريزلا الملفوفة من أوائل القرن العشرين (بدون شريط لاصق)

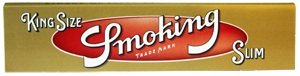
حزمة كبيرة من لفافات السجائر الرقيقة

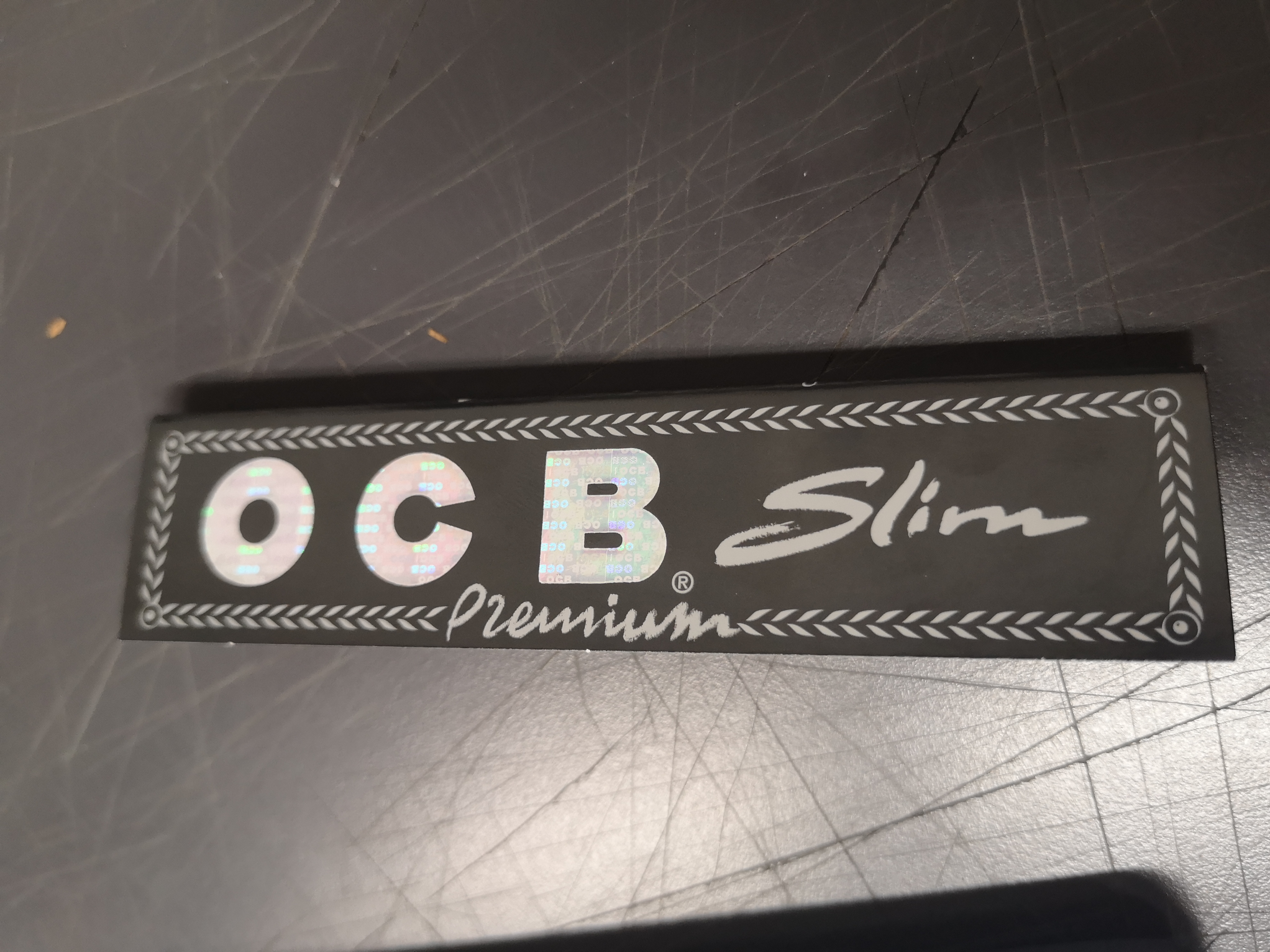
ورق لف سجائر فرنسي

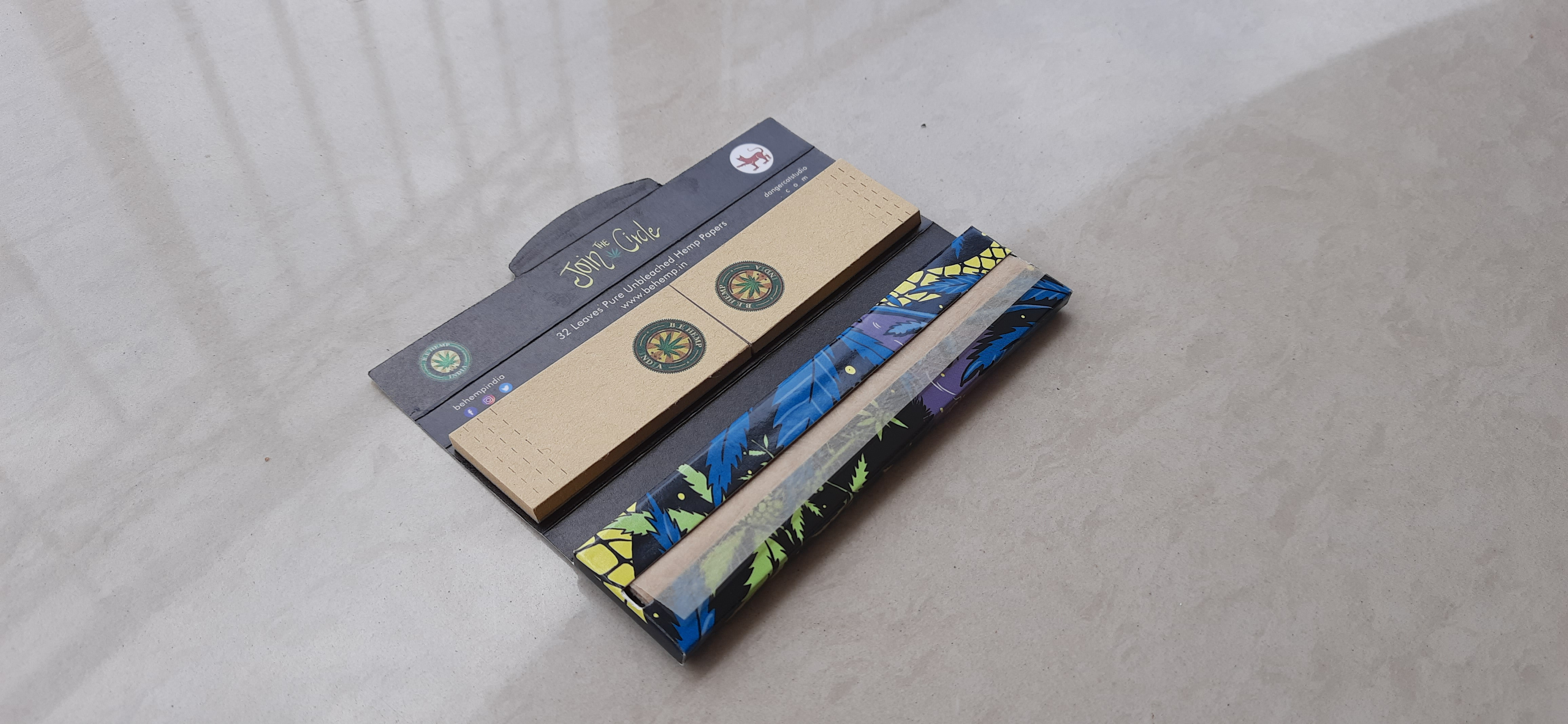

تحتوي أوراق لف السجائر على ما يلي:
| اسم               | دولة             | وصف |
| ----------------- | ---------------- | --- |
| بامبو             | إسبانيا          | تأسست في إسبانيا، ويتم إنتاجها الآن في الأرجنتين. |
| بوجلر             | فرنسا            | يوجد في الولايات المتحدة على شكل ١١٥ لفافة في العلبة، ويتنافس مع روليت وتوب، وكان شائعًا في سجون الولايات المتحدة، عندما كان التدخين مسموحًا فيها. |
| إي-زي وايدر       |                  | نشأت في عام ١٩٧٢ لصنع لفافات سجائر وايدر، لكنها والآن مملوكة لصالح شركة Republic Tobacco (شركة التكنولوجيا الجمهورية) |
| جوسي جاي          | الولايات المتحدة | تُباع أوراق اللف السجائر المنكهة في أمريكا الشمالية. مملوكة لشركة BBK Tobacco & Foods LLP (HBI International). |
| لارامي            |                  | علامة تجارية للسجائر وأنظمة لف السجائر |
| أو سي بي          | فرنسا            | كانت في الأصل علامة تجارية لشركة Bolloré، وتم بيعها لشركة Republic Tobacco (Republic Technologies Inc)؛ شعبية في ألمانيا والسويد. |
| پاي-پاي           | إسبانيا          | تأسست شركة Pay-Pay لأوراق لف السجائر في إسبانيا عام 1703. يذكر هذا الموقع الرسمي أنها أول أوراق تم إنتاجها في عام 1764. كما وأنها أقدم شركة لتصنيع ورق السجائر لا تزال تعمل حتى الآن. يتم إنتاج PAY-PAY في ألكوي، إسبانيا. والورق المستخدم مصونع من الصمغ العربي البيئي.                                                                                      |
| راو               | الولايات المتحدة | مملوكة لشركة BBK Tobacco & Foods LLP (HBI International). |
| ريزلا             |                  | بدأت في عام 1532. أصلها فرنسي، لكنها تُصنع الآن في بلجيكا لصالح شركة Imperial Tobacco. |
| سموكنج            |                  | (إسبانيا والأرجنتين) من تصنيع ميكيل إي كوستاس. |
| تالي هو           | أستراليا         | علامة تجارية أسترالية لورق السجائر توزعها شركة Imperial Tobacco Australia. |
| توب               | فرنسا            | في الولايات المتحدة، 100 ورقة (غير مطوية) لكل علبة؛ مملوكة لشركة Republic Tobacco (The Republic Group). |
| زغ-زاغ            | فرنسا            | في الولايات المتحدة، 100 ورقة (غير مطوية) لكل علبة؛ مملوكة لشركة Republic Tobacco (The Republic Group). |
| بي. إي هيمب انديا | الهند            | بدأت شركة BE Hemp India كشركة صغيرة في عام ٢٠١١، وكانت معروفة ببيع المنتجات المصنوعة يدويًا مثل كل من القنب، القماش، الألياف، الطعام والاكسسوارات. وبدأوا أعمالهم في صناعة ورق لف السجائر في عام 2014، ويقومون الآن ببيع الورق وورق لف السجائر وأوراق الترشيح المصنوعة حصريًا من القنب. إنهم يصنعون الآن ورق لف مميز من القنب بحجم كبير وتحتوي كل علبة ٣٢ ورقة. |

## معرض الصور

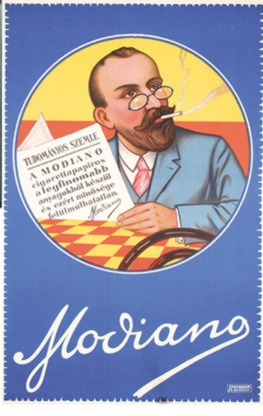
كلوب، أوراق لف سجائر
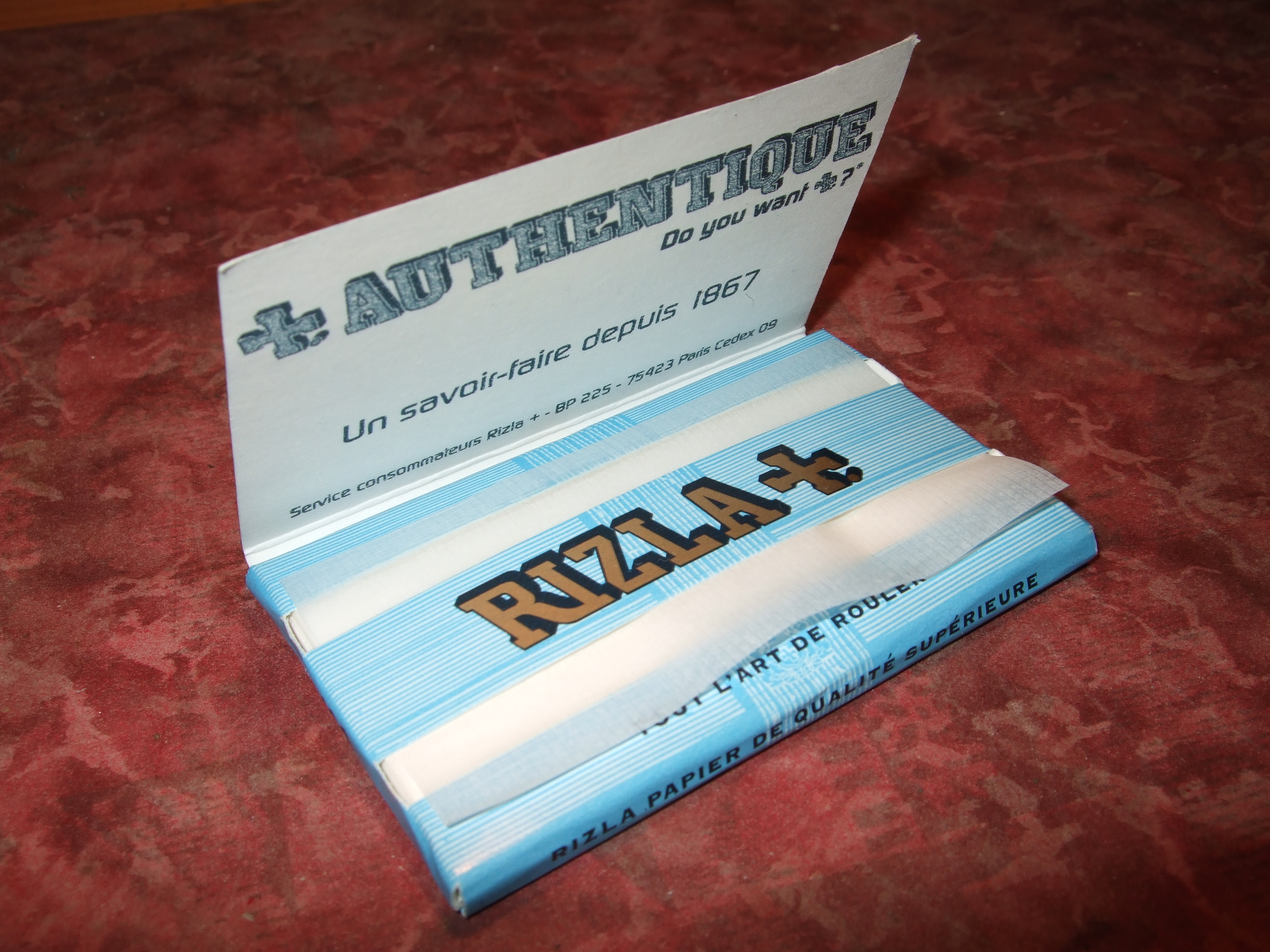
ريزلا أوراق لف سجائر